# Rumney (New Hampshire)
Pour les articles homonymes, voir Rumney.
Rumney est une municipalité américaine située dans le comté de Grafton au New Hampshire. Selon le recensement de 2010, sa population est de 1 480 habitants.

## Géographie
La municipalité s'étend sur 42,57 milles carrés (110,26 km2), dont 0,92 milles carrés (2,38 km2) d'étendues d'eau.

## Histoire
La localité est fondée en 1761. Elle est nommée par le gouverneur Benning Wentworth en l'honneur de Robert Marsham (2e baron Romney).